# Linderöds kyrka
Linderöds kyrka är en kyrkobyggnad i Linderöd. Den är församlingskyrka i Tollarps församling i Lunds stift.

## Den medeltida kyrkan
Linderöds kyrka uppfördes troligen i slutet av 1100-talet, kanske av stenhuggare som även arbetat vid Lunds domkyrka. Den byggdes i romansk stil med långhus, ett lägre kor och en halvrund absid. Byggnadsmaterialet är gråsten som vilar på en sockel av sandsten. Kyrkan har aldrig haft något egentligt torn, men tidigare fanns en klockstapel intill kyrkan.
Från början fanns antagligen bara ett fåtal små och högt belägna fönster, eftersom kyrkan även skulle kunna fungera som skydd i orostider.
Man kan ännu se fragment av en väggmålning från 1200-talet.
Det fanns två ingångar, en på södra sidan av långhuset för män och en på norra sidan för kvinnor. Vid männens ingång - och eventuellt även vid kvinnornas ingång - byggdes ett vapenhus, men det är inte känt när det eller de tillkom. Ingången till männens vapenhus pryddes av det tympanon i sandsten som nu finns över den västra porten. 

## Kalkmålningar

Kalkmålningar av Anders Johansson 1498
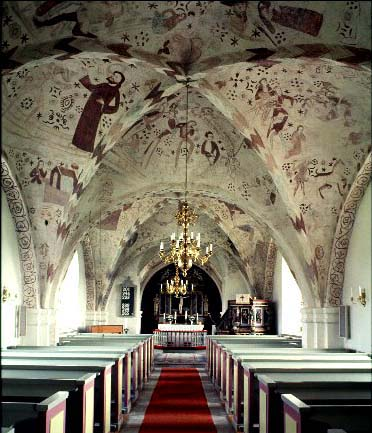
Interiör med kalkmålningar
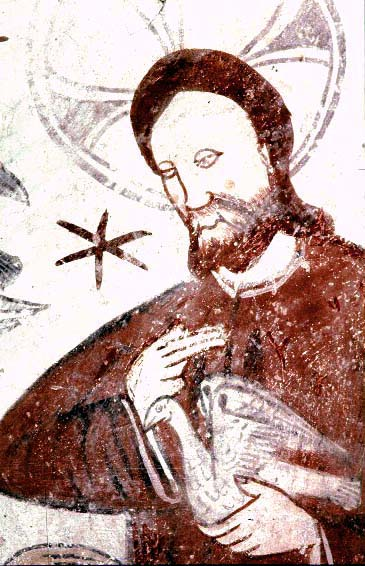
Gud skapar fåglarna
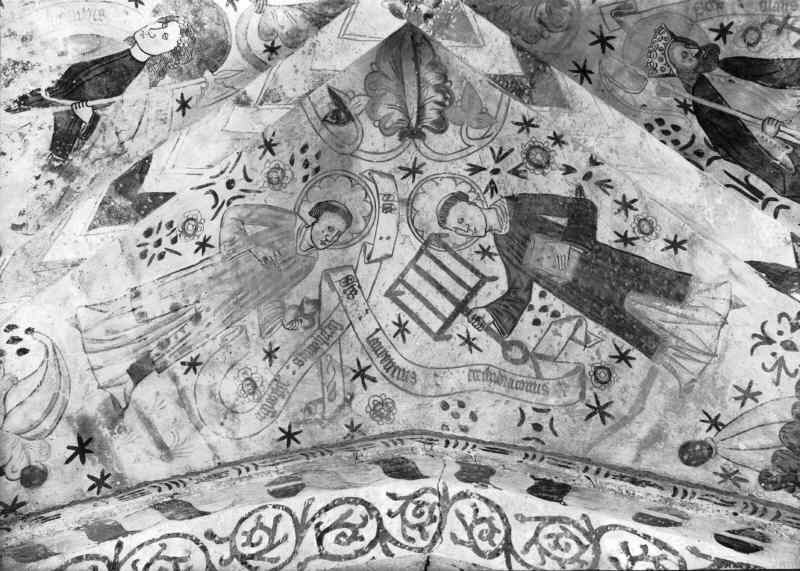
Uppe till vänster S:t Knut Lavard, till vänster S:t Stefanus, till höger S:t Laurentius med halster, uppe till höger S:t Olof

På 1400-talet lät man slå tre kryssvalv som vilar på pilastrar. Valven blev år 1498 mycket rikt dekorerade med kalkmålningar av muralmålaren Anders Johansson. De gestaltar bibelns skapelseberättelse och syndafall, Jesu liv och verksamhet samt kristna martyrer och helgon. Bland helgonen kan nämnas Nordens skyddshelgon, kungarna Olof, Knut och Erik. Andra gestalter är Maria Magdalena, Anna själv tredje - alltså Maria med Jesusbarnet och sin moder Anna - och ärkeängeln Mikael.
Mellan dessa bilder myllrar växtrankor, blad, blomstermotiv, stjärnor och andra dekorativa former. En detaljerad beskrivning av 57 olika bilder finns i Banning (1976)
Anders Johansson gjorde säkert inte alla målningarna själv utan hade medhjälpare. Konsthistorikern Siegrun Fernlund skriver "Anders Johanssons måleri [är] personligt och originellt. Skapelsehistorien berättas med ömsinthet. Gud skapar, välsignar och förmanar, växter och djur frodas och Adam och Eva är barnsligt oskuldsfulla till och med efter syndafallet. Scenerna är skickligt komponerade...".
Bilderna blev övermålade efter reformationen. De återupptäcktes 1929 och togs fram vid kyrkans restaurering 1950-51.
Anders Johansson gjorde troligen också målningarna i Färlövs kyrka och Östra Strö kyrka, men annars är han inte känd från någon kyrka.

## Tillbyggnad 1770

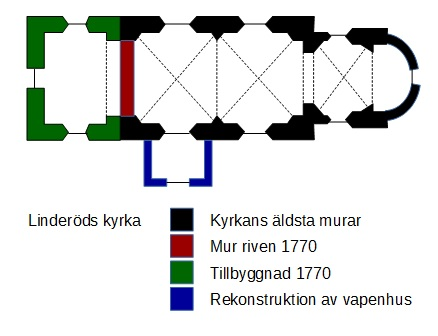
Plan över Linderöds kyrka

Västra delen av kyrkan uppfördes 1770. Syftet var främst att göra kyrkorummet större, men tillbyggnaden skulle också i ett senare skede kunna utgöra grund för ett torn, om församlingen så önskade. Från början fanns ingen dörröppning i den nya delen, bara fönster. 
På gavlen ser man i järnsmide:
A O = alfa och omega, första och sista bokstaven i grekiska alfabetet, syftar på Gud som begynnelse och fullbordan.
1770 = året då tillbyggnaden stod färdig.
E L T = initialer för dåvarande kyrkoherden i Äsphult och Linderöd, Erasmus Laurentius Trägårdh.

## Förändringar under 1800-talet

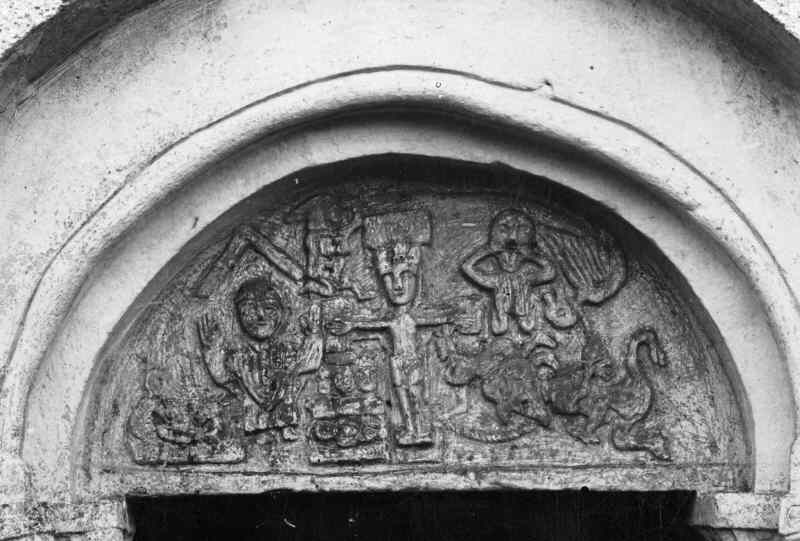
Tympanon. I mitten ser man Kristus på korset. Till vänster från betraktaren finns de goda makterna: stallet i Betlehem, Jesusbarnet och tre vise män, en prästliknande gestalt. På högra sidan finns den bundne djävulen och onda andemakter.

Linderöds kyrka har aldrig haft något torn, bara en klockstapel. 1835 var den i så dåligt skick att den inte gick att reparera. Den revs och klockan fick sin plats i 1770 års tillbyggnad av kyrkan.
Vid två möten i maj och juni 1870 beslöt kyrkostämman att den gamla medeltidskyrkan skulle rivas och en ny kyrka uppföras på samma plats. Den gamla byggnaden var i stort behov av renovering, men det ansågs ekonomiskt motiverat att i stället bygga en ny kyrka. Så blev det inte. Rivningsbeslutet överklagades och upphävdes. I stället valde man en omfattande restaurering efter ett förslag från Helgo Zettervall. Den innefattade att vapenhuset revs och att man tog upp en dörr på västra gaveln. Ovanför dörren placerades det tympanon som funnits över ingången till vapenhuset. Troligen var det också nu som de nuvarande stora fönstren tillkom. Även kyrkogården förändrades. Den blev större och planterades med träd.

## Restaurering 1950-51
1929 upptäcktes de medeltida målningar i taket som blivit överkalkade efter reformationen. Kyrkan var då uppvärmd av en järnkamin som skulle kunna skada målningarna om den skyddande kalken avlägsnades. Detta skedde därför först i samband med en omfattande renovering 1950-51 då elvärme installerades.
Andra förändringar då var bland annat ny bänkinredning, nytt trägolv under bänkarna och kalkstensgolv i gång, kor och sakristia.

## Inventarier
Kyrkans äldsta föremål är en dopfunt av sandsten, kanske lika gammal som kyrkan. Den är så djup att barnet skulle kunna doppas ner i den och är därför försedd med ett avrinningshål i botten.
Predikstolen från 1600-talet pryds av de fyra evangelisterna. Vid restaurering i början av 1900-talet var den i mycket dåligt skick och stora delar av predikstolen nytillverkades då. 
Altaret i barockstil kan vara av samma ålder som predikstolen, alltså från 1600-talet. Altartavlan visar Kristus på korset med Jerusalem i bakgrunden. På tavlans ömse sidor finns två skulpturer. Den på södra sidan föreställer aposteln Johannes och den på norra sidan troligen Paulus eller Petrus.
Kyrkklockans ålder är okänd. Den blev omgjuten 1737 i Malmö, men redan då bör den ha varit gammal, kanske från 1500-talet.

### Orgel
- 1927 byggde A. Mårtenssons Orgelfabrik AB, Lund en orgel med 10 stämmor.
- Den nuvarande läktarorgeln byggdes 1954 av Wilhelm Hemmersam, Köpenhamn och är en mekanisk orgel.

| Huvudverk I   | Bröstverk II  | Pedal      | Koppel |
| Gedackt 8'    | Spetsgamba 8' | Subbas 16' | I/P    |
| Principal 4'  | Rörflöjt 4'   | Sordun 8'  | II/P   |
| Blockflöjt 2' | Principal 2'  |            | II/I   |
| Nasat 1 1/3'  | Scharf 2 chor |            |        |

## Bårhus
Kyrkans bårhus är placerat nordväst om kyrkogården. Det ritades av länsarkitekt Manne Carlman i Kristianstad och stod klart 1946. Invändigt finns en väggmålning av Andreas Björkman. 